# ウィリアム・O・ブラッドリー
ウィリアム・オコーネル・ブラッドリー（英: William O'Connell Bradley、1847年3月18日 - 1914年5月23日）は、19世紀後半のアメリカ合衆国の政治家、弁護士であり、1895年から1899年まで第32代ケンタッキー州知事を務めた。その後ケンタッキー州議会からアメリカ合衆国上院議員に選ばれた。ケンタッキー州では初めて共和党からの知事であり、ケンタッキー州共和党の父と呼ばれるようになった。
民主党の強いケンタッキー州にあって、共和党員としてのその政歴初期ではあまり功績を挙げられなかった。アメリカ合衆国下院議員と上院議員の選挙に2度ずつ出馬して悉く落選した。1880年共和党全国大会でユリシーズ・グラントを大統領候補に推す演説で全国的に注目された後、1887年の州知事選挙で共和党公認候補になった。このときは民主党のサイモン・B・バックナーに敗れたが、それまでの民主党圧倒的有利の形勢を一変させた。1895年に再度州知事候補となった。民主党が自由銀の問題で分裂したことに乗じ、民主党候補のパーカー・ワトキンス・ハーディンを破って当選した。その任期は政治的闘争と暴力沙汰で彩られた。州内で黒人の地位向上を訴え、かなりの前進を果たしたが、州議会で民主党が多数派だったために、その改革の多くを法制化するには至らなかった。
論議の多かった次の1899年州知事選挙で、ブラッドリーの後継者ウィリアム・S・テイラーが当選した。民主党候補だったウィリアム・ゴーベルとその副知事候補J・C・W・ベッカムが選挙の結果に異議申し立てを行い、ブラッドリーは共和党のために弁護師団の一部を結成した。その裁判はアメリカ合衆国最高裁判所まで持ち込まれ、最後は民主党有利の判決になった。1907年、ブラッドリーは議会で少数党の共和党員ではあったが、アメリカ合衆国上院議員に選ばれた。このときも民主党内の分裂が奏功した。ブラッドリーは禁酒法に反対しており、そのことは民主党候補のベッカムよりも民主党に対する受けが良かった。ベッカムは妥協の候補者に折れることを拒み、上院議員選びの投票が2か月続けられた後、4人の民主党議員が党派を超えてブラッドリーに投票し、上院議員に選んだ。ブラッドリーの上院議員任期はあまり傑出した働きが見られなかった。次の上院議員選挙で再選を求めないと宣言したその日に、路面電車の事故に巻き込まれた。ブラッドリーは現職のままの1914年5月23日、事故の傷がもとで死んだ。

## 初期の経歴
ウィリアム・オコーネル・ブラッドリーは1847年3月18日に、ケンタッキー州ゲアリド郡ランカスター近くで生まれた。父はロバート・マカフィ・ブラッドリー、母はナンシー・エレン（旧姓トッテン）であり、その一番下の子供だった。この夫妻には6人の娘がおり、その内5人が成人した。他にもう一人男の子がいたが、早世した。ブラッドリーの姉、キャサリン・バージニアは判事のトマス・Z・モローと結婚した。モローは1883年のケンタッキー州知事選に出馬したが落選した。その息子であるエドウィン・P・モローは1919年に第40代ケンタッキー州知事に選ばれた。
ブラッドリーが子供の時、一家はサマセットに移転し、そこで家庭教師と私立学校で教育を受けた。南北戦争が勃発した後、ブラッドリーは2度学校を中退して北軍に入隊し、最初はサマセットで徴兵係士官となり、続いてルイビルで兵卒となった。2回ともまだ若かったので父が連れ戻しに来た。このように従軍したのは僅か数か月に過ぎなかったが、後年、多くの者から「ブラッドリー大佐」と呼ばれていた。
1861年、ブラッドリーはケンタッキー州下院で雑用係になった。ケンタッキー州では刑法の弁護士として指導的存在だった父の下で法律を学んだ。ケンタッキー州法では法廷弁護士試験を受ける者は少なくとも21歳になっている必要があったが、ブラッドリーは州議会の特認を受けて18歳で受験資格を得た。この手配は2人の巡回裁判所判事がブラッドリーを有能だと判断したことと一体の関係だった。ブラッドリーは大学教育を受けていなかったが、1865年に試験を受け、資格を得て、ランカスターの父の会社に入った。後にケンタッキー大学（当時のトランシルベニア大学）から法学名誉博士号を贈られた。
1867年7月13日、ブラッドリーはマーガレット・ロビンソン・ダンカンと結婚し、妻の信仰に従ってバプテストから長老派教会に転向した。この夫妻にはジョージ・ロバートソンとクリスティーヌとよぶ2人の子供が生まれた。

## 初期の政歴
1870年、ブラッドリーはゲアリド郡の検察官に選出されて、その政歴が始まった。民主党が圧倒的に優勢な第8選挙区にあって、共和党員のブラッドリーは1872年アメリカ合衆国下院議員選挙に出馬してミルトン・J・ダーラムに敗れた。1875年、アメリカ合衆国上院議員になるにはまだ年齢が足りなかったにも拘わらず、共和党はブラドリーを候補者に指名した。それでも州下院議員となっている全ての共和党員からの票を確保できた。翌1876年、再度アメリカ合衆国下院議員に挑戦したが、この時もダーラムに敗れた。ただし、その選挙区で過去に共和党候補が得た得票数よりも3,000票上積みできた。1878年と1882年の上院議員選挙では党の公認を拒否し、1879年の州検事総長候補指名も病気のために辞退した。
ブラッドリーは、共和党全国大会の州代議員として6回連続で異論無く選出された。イリノイ州シカゴで開催された1880年共和党全国大会では、ユリシーズ・グラントを大統領として3期目に推すロスコー・コンクリングを支持する者に全会一致で選ばれた。その活発な演説は党の傑出した指導者達の注目を集めた。1884年共和党全国大会では、南部州の代議員を切り捨てる動議を破る推進役となった。1885年、チェスター・A・アーサー大統領がスタールート疑惑に巻き込まれた郵便公社役人による財政的打撃から回復するためにブラッドリーの援助を求めたが、この事件の告発に関してアメリカ合衆国司法長官ベンジャミン・H・ブリュースターとの意見の食い違いがあり、その仕事を辞退した。

## 1887年州知事選挙
1887年5月11日にルイビルで開催された党指名大会で、ケンタッキー州共和党は知事候補にブラッドリーを指名した。民主党の対抗馬は元南軍の将軍だったサイモン・B・バックナーだった。ブラッドリーは指名受諾演説で、ケンタッキー州民が南北戦争が終わったことを認識し、元南軍の民主党員を公職に選ぶ慣習を断ち切るときだと訴えた。その綱領には教育に対する提案、高い保護関税の実行、州内資源の開発が含まれていた。ケンタッキー州はペンシルベニア州よりも石炭の埋蔵量が多いが、必要な石炭の半分をペンシルベニア州から購入していることを指摘した。似たような状況が木材にも言えた。また以前の民主党政権の間に過剰に出費していたことも批判した。ブラッドリーが挙げた無駄遣いの例の中には農業局の創設と新しい州立刑務所の建設があった。州内事情の管理を民主党が誤ったことで、州内では機会が無いために有能で若い州民を州から去らせ、他州で運を開こうとしていると嘆いた。

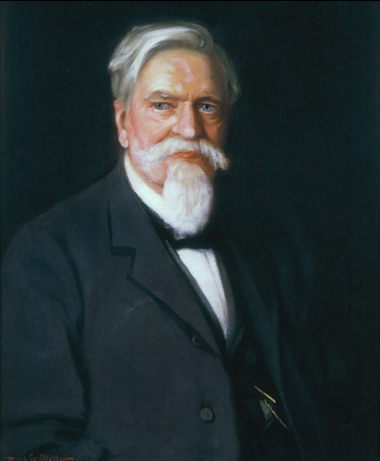
サイモン・B・バックナー、1887年州知事選挙での対抗馬

バックナーは選挙運動中に党の強さと個人的な人気に頼って、圧倒的に優れた演説者であるブラッドリーに対する利点とした。2人の間で開かれたグレイソンでの只1回の討論会では、ブラッドリーが民主党を、鉄道委員会のような「無用な役職」を創設していると攻撃した。共和党が高い保護関税を提案していることを弁護し、連邦政府が教育を援助することを提唱した。バックナーが壇上に上がると、バックナーの演説の1つが前知事のプロクター・ノットによって書かれたことを、ブラッドリーは以前の演説で告発していたのかを尋ねることで始めた。ブラッドリーはノットがその演説を書いていたと聞いたことを認め、以前に行った演説でその主張を繰り返したことも認めた。バックナーは、ブラッドリーがこの「不名誉な虚偽」告発を広めていると非難し、その後の合同討論会に参加する合意を取り消した。その後で保護関税と連邦政府による教育援助について取り留めもない攻撃を行った。
バックナーは明言した通り、合同討論会でブラッドりと再びまみえることはなかった。バックナーは討論会で再度ブラッドリーと会うことを恐れているという噂が広がり始め、ブラッドリーはこの噂を消すようなことは何もしなかった。民主党はこの選挙戦の間に完全に統一されておらず、ミルトン・J・ダーラムや州上院議員のアルバート・シートン・ベリーなど党の著名人が州内での党の記録を批判していた。民主党系新聞「ヘンダーソン・グリーナー」も、「我々は自らを恥じるべきだ」と言って批判していた。ブラッドリーは州全体で民主党役職者に繰り返される盲目的与信の問題を攻撃し、具体的に財務状態の検査を要求していた。選挙でブラッドリーは16,000票以上の差を付けられて落選したが、それまでの共和党知事候補と比べて最高の成績を残し、州内の黒人有権者から強い支持が得られた。州の財務状態に関する心配はもっともであると証明された。バックナーが1888年に財務官の記録の監査を命じると、財務官のジェイムズ・"オネスト・ディック"・テイトが、州の公金25万ドルを着服して逃亡した。テイトが見つかることは無かった。
1888年、ブラッドリーの名前がアメリカ合衆国上院議員の候補者として再び州議会で議論されたが、票決では31票対94票でジェイムズ・B・ベックに敗れた。同年後半、共和党全国大会では、副大統領指名争いで832票中の103票を得た。指名されたのはリーヴァイ・モートンだった。1889年、ベック上院議員のおせっかいな推薦に基づいて、ベンジャミン・ハリソン大統領はブラッドリーを韓国公使に指名したが、ブラッドリーはケンタッキー州に留まり、そこで将来の政治的な機会を追求したいと考え、指名を辞退した。1890年から1896年の間には3度共和党全国委員に選ばれた。1896年、ケンタッキー州代議員から大統領候補に選ばれた。

## 1895年州知事選挙
ブラッドリーは1895年州知事選挙で共和党候補になることを早くから宣言し、共和党の指名大会まで実際に挑戦者が現れなかった。その結果、ブラッドリーは比較的和気藹々とした大会で指名された。選挙運動での主要問題は、この国が金本位制に基づく金融制度を維持するか、あるいは16対1の比率で銀貨幣の鋳造、いわゆる自由銀を認めるかということだった。共和党はその大会で金本位制をはっきりと支持するという綱領を採択していた。

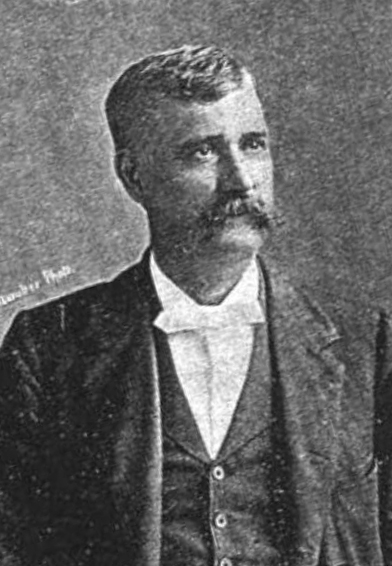
パーカー・ワトキンス・ハーディン、1895年州知事選の対抗馬

民主党は金融問題で分裂した。最終的な候補者パーカー・ワトキンス・ハーディンは自由銀の支持者であると知られていたが、ハーディンは党がどのような綱領を採択しようともそれに従うと誓った。その綱領は金と銀の問題について曖昧なものだった。金本位制を支持するグロバー・クリーブランド大統領とその財務長官でケンタッキー州出身のジョン・G・カーライルを称賛し、1892年民主党全国綱領を裏書きしていた。多くの者はこの綱領が金本位制を支持していると考えたが、オリー・M・ジェイムズのような自由銀支持者は1892年民主党全国綱領が自由銀を支持していると主張していた。その結果、自民党員の大半はその公認候補が金融問題でどちらの立場に立つかを知らないままで大会会場を後にすることになった。
選挙運動は1895年8月19日にルイビルで始まった。ハーディンは最初の演説で自由銀に対して正面からとり組み、選挙運動の残り期間も党の分裂状態を示していた。ブラッドリーは1887年にバックナーに対抗して行った選挙運動での議論を再開した。民主党による州政府の管理ミスを告発し、その証拠としてテイトの横領を挙げた。ハーディンがテイトと親交があったことも強調した。テイトが失踪した時にハーディンは州の検事総長であり、2人は友人だった。ブラッドリーは自由銀を非難し、再度高い保護関税を要求した。1893年恐慌が起きた後であり、全国的な不況についてクリーブランド民主党大統領の責任を追及した。
ホプキンスビルで開催された3回目の討論会で、ハーディンは金融問題に関するブラッドリーの攻撃に反論し、共和党員を知事に選んだ場合は州を「黒人が支配する」ことになると発言した。このことはブラッドリーにとってもディレンマだった。党に対する黒人の影響力を認めるのを拒否すれば、その票を失うことになる。それを認めれば、白人の多くの票を失う恐れがあった。ブラッドリーはホプキンスビルや次の2回の討論会での人種問題を無視し、金融問題についてハーディン批判を強め、テイトとの交友を追求しようとした。8月30日にエミネンスで開催された6回目の討論会で、前回から声が嗄れてきていたブラッドリーにヤジを飛ばす者が出てきた。ブラッドリーは演説を始める言葉を4回発言しようとした後で、壇上から降り、翌日にはこの事故の結果として今後は合同討論会に参加しないと宣言した。多くの者はブラッドリーが人種問題を交わすために、討論会を終わらせる理由を探していると考えた。エミネンスでの事件がその機会を与えた。黒人共和党員の中にはブラッドリーが人種問題を避けていることに不満を抱き、仲間の黒人にブラッドリーを支持せず、ポピュリスト党のトマス・S・ペティットを支持するよう奨励した者もいた。
投票では、ブラッドリーは金本位制支持民主党員の多くの票を得た。また、反移民、反カトリックの組織であるアメリカン保護協会の見解に同調的な者の票も多く集めた。ルイビルだけでこの組織の会員は14,000人いるという推計もあった。パデューカ、レキシントン、アシュランド、コビントン、フランクフォートといった都市部でも力を持っていた。民主党は全国的な経済問題や、州内の厳しい干ばつなど経済要因でも不利だった。ブラッドリーは172,436 票を獲得し、163,524 票に留まったハーディンを破って、ケンタッキー州では初の共和党知事になった。ポピュリスト党のトマス・S・ペティットは16,911 票を獲得しており、その大半は州西部の民主党票だった。この選挙の投票率は85%だった。18の郡では潜在的な有権者以上の数が登録され、そのうち9郡がブラッドリーに、9郡がハーディンに行った。

## ケンタッキー州知事
ブラッドリーは1895年12月10日就任宣誓した。その任期中に共和党はケンタッキー州下院を支配し、民主党が上院を支配していた。このことで両院間の内部闘争や、議会と知事の間の闘争が続いた。アメリカ合衆国上院議員を選ぶときのように両院の議員が投票する場合、民主党も共和党も議員数68人と同数であり、ポピュリスト党議員が2人いたが、1人が民主党を、もう1人が共和党を支持するというような状況だった。

### 1896年州議会
ブラッドリー知事任期の最初の議会会期で、紙巻きタバコの製造と販売の禁止、武器を秘匿して携行することの重罪化、競馬場や教会の祭でギャンブルを行うことの禁止など、75の法案が提出された。ビリヤードに関してその制限の大半を撤廃する法案と、ひとまとめに禁止する法案というふうに対立する法案も出された。ブラッドリーは反リンチ法を提出した。しかしこれら法案のどれも成立せず、この会期中の議会の大半は、アメリカ合衆国上院議員の選出に向けられた。

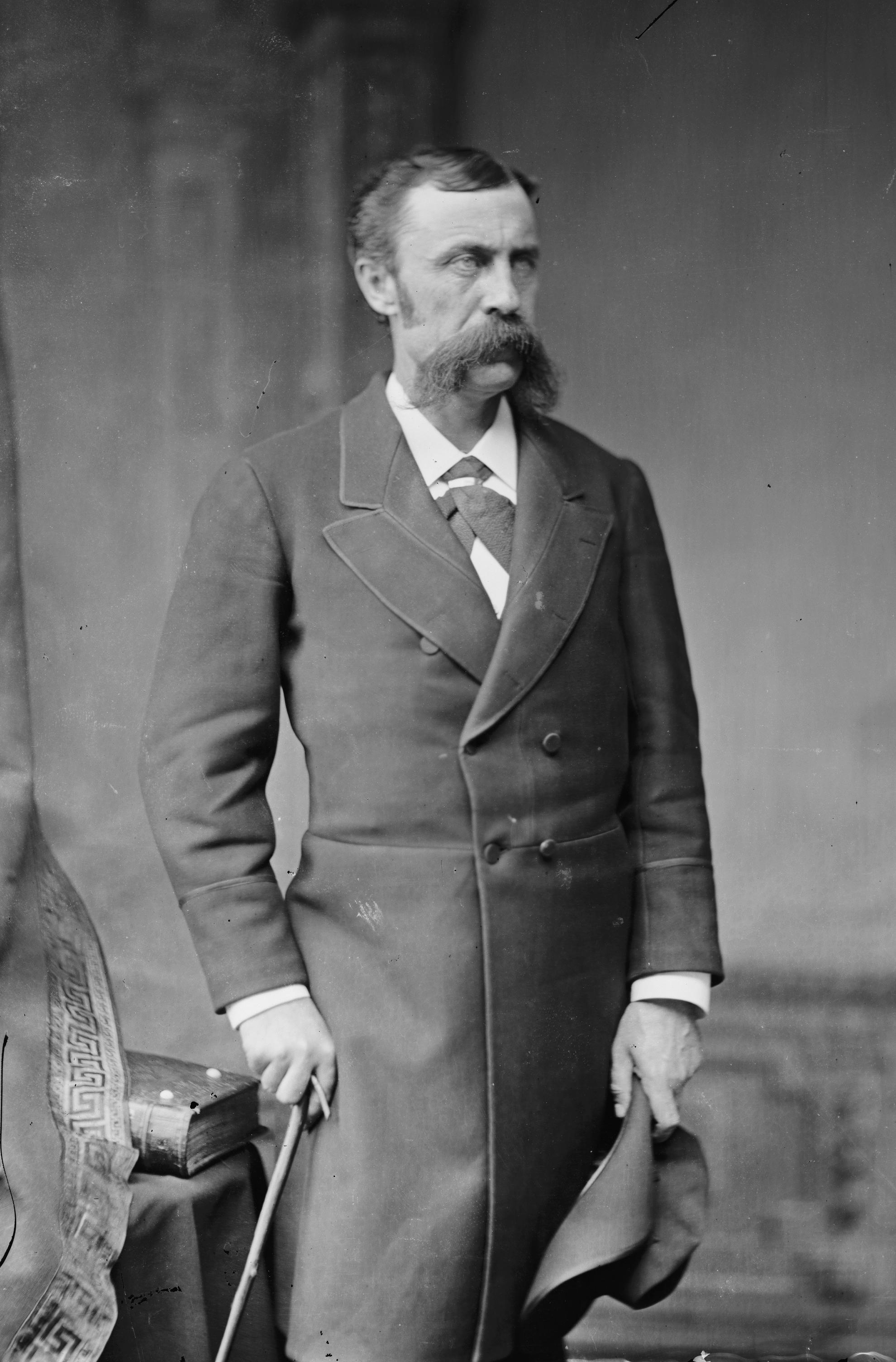
J・C・S・ブラックバーン上院議員、その後継者の選出がブラッドリー任期初年の議会を支配した

民主党員の多くはJ・C・S・ブラックバーン上院議員がアメリカ合衆国議会に復帰することを切望しており、またある者は元州知事のジョン・Y・ブラウンを支持していた。民主党員の州上院議員アルバート・ベリーも上院議員に興味を示していた。共和党議員はゴッドフリー・ハンターを候補指名しており、最終的にブラックバーンとハンターが候補者として残った。金本位制支持民主党は自由銀支持者であるブラックバーン支持を拒否し、元州知事のジェイムズ・マクリアリーを選んだ。投票が続いたが、過半数を得られる候補者は居なかった。ブラックバーンは1度65票を獲得し、過半数に2票足りないだけだった。財務長官のジョン・G・カーライルが妥協の候補者として出てきたが、61票を超えることは無かった。その他に「ルイビル・クーリエ・ジャーナル」編集長のヘンリー・ワッターソン、下院議員ウォルター・エバンス、元州知事のバックナー、判事のウィリアム・H・ホルト、オーガスタス・ウィルソンなどが妥協候補者として挙がった。
自由銀支持民主党がハンターの帰化について異議申し立てを行った。イギリス生まれのハンターは、アメリカ陸軍の軍医として勤務したことで標準的要件を除外される連邦法の適用でアメリカ合衆国市民に帰化していた。また議論の中でハンターは収賄でも告発されたが、証拠不十分で迅速に無罪とされた。投票が数日間続き、議場に居る者は様々な候補者の支持で混乱するようになった。「ケンタッキー・ポスト」の1896年3月7日版では、その日の討議の間にユーモアのある議員が紙の束でお互いをたたき合い始めたことを報じていた。この無思慮な振る舞いは、知事の議会に対するメッセージの包装された写しが空中を飛び交うまでエスカレートした。3月1日までに、武装した民主党支持者が議会議事堂外に立って、共和党議員を脅し、議場に入らないようにすることがあるほど、緊張感が高まった。議会から議員数人を辞めさせる動きもあり暴力の脅しに繋がった。議場から傍聴者が閉め出され、議事堂に入ろうとする者は武器を所持していないか検査された。
ブラッドリーはフランクフォートに民兵隊を招集して秩序維持に当たらせ、会期を休会にして、より安全性の高いルイビルのオペラハウスで開くことも検討した。ルイビルの民主党指導者達はブラッドリーが秩序を保たせていることを褒めたが、上院の民主党員がブラッドリーを選挙干渉で告発し、罰金500ドル、6か月間の禁固の判決を出そうとした。この同じ議員達が副知事のウィリアム・ウォージントンも投獄すると脅し、上院議長代行のウィリアム・ゴーベルを知事代行にさせようとした。ブラッドリーを捜査する委員会が指名されたが、彼を告発し投獄するという決議案は成立しなかった。3月16日、ブラッドリー知事は州都で戒厳令を宣言した。議会は上院議員を選ぶことなく、その日遅くに休会になった。この会期で成立した法の中には州両院を改革する法と無料のターンパイクと砂利道を提供する法があった。1年間に12週間以上学校に出席していない就学年齢の子供を雇用することを禁じる法はブラッドリーの拒否権を越えて成立した。ブラッドリーが当惑したのは、上院が歳入法案を通さず、知事には州を運営する金が無くなったことだった。この会期の後、北ケンタッキーの新聞が「議会が今回提示されたものよりも少ない業績を挙げようとしているとは、とても考えられない」と主張した。
ブラッドリーは1897年3月に特別会期を招集し、上院議員選出のための投票を再開させた。議会が連邦議会の会期が始まるまでに上院議員を選出できなかった場合に、その空席を埋める者としてブラッドリーがアンドリュー・T・ウッドを指名した。共和党はハンターの支持を続け、自由銀支持民主党員はブラックバーンを後押しし、金本位制民主党員はウッドフォード郡の事業家ヘンリー・L・マーティンを指名した。ハンターとブラックバーンの間で膠着状態が続いていたときに、ハンターが撤退を宣言した。共和党はセントジョン・ボイルを指名したが、手詰まりが解決した訳ではなかった。その後も数回の投票が続いた後で、ボイルも辞退し、共和党は弁護士で州上院議員のウィリアム・ジョセフ・デボーを代役に据えた。112回目の投票でデボーが選ばれ、ケンタッキー州から初の共和党アメリカ合衆国上院議員になった。

### 黒人の地位向上の提唱
ブラッドリーはケンタッキー州における黒人の地位向上に貢献した。人種差別が動機のリンチを非難し、郡当局が人種に関わる暴力行為を告発するよう要求した。1897年3月に議会の特別会期を招集し、500ドル以下の科料を含む罰を科すること、またリンチや暴徒の暴力を妨げなかった治安維持役人をその職から排除するという反リンチ法案を検討させた。治安維持役人が囚人を保護するために有能な男を徴募することを認め、必要ならばそれができなかった者に罰金を科すことも求めた。議会は政党で二分されていたが、この法案は両院を迅速に通過し、1897年5月11日ブラッドリーが署名して法制化された。1898年1月、ブラッドリーはオハイオ州スプリングフィールドで反暴徒・リンチ法制化協会の場で講演を行うよう招待された。ブラッドリーの知事として4年間の任期の間に、州内で25件のリンチが発生したが、前任者の任期中にあった56件よりは減少していた。
ブラッドリーの人種差別暴力に対する反対を特徴づける顕著な例として、元奴隷のジョージ・ディニングの件があった。ディニングは解放された後で、シンプソン郡で農園を購入できるだけの金を貯めた。1897年1月27日、25人の武装した白人暴徒がディニングの農園に来て、豚と鶏を盗んだと非難し、10日以内に郡を出ていくよう要求した。ディニングは窃盗を否定し、郡内の何人かにその善良な性格を保証してくれるよう求めた。ディニングの抵抗に怒った暴徒はその家に火を付け、ディニングを2度傷つけた。ディニングは家から銃を持ち出し、暴徒に発砲して1人を殺した。暴徒は逃亡し、翌日ディニングは土地の当局に出頭した。ディニングが拘置所にいる間に暴徒がその農園に戻り、ディニングの家族を家から追い出し、略奪し、家を燃やし尽くした。
シンプソン郡保安官がディニングをボーリンググリーンに、続いてルイビルに移し、リンチを受けないようにした。ブラッドリー知事は州兵の1部隊を送って、裁判が進行する間のディニングを保護した。この事件は黒人が白人を殺したという事実があるにも拘わらず、多くの者はディニングが正当防衛で無罪になると考えていた。しかし陪審員はディニングを故殺で有罪とし、7年間の重労働刑と宣告した。その直後からブラッドリーの事務所は、ディニングのために干渉してくれという要請で溢れた。この要請は黒人からも白人からも来ており、その中には元南軍支持者もいた。ディニングの弁護士オーガスタス・E・ウィルソンが正式に恩赦を要求し、ブラッドリーは有罪判決から10日後に恩赦を発行した。ブラッドリーは、ディニングが置かれた状況下で理性的に行動しており、暴徒の中で誰も告発されないのは恥だと考えた。ディニングは釈放された後、インディアナ州に移り、元南軍支持者のベネット・H・ヤングを雇って、自分の裁判の間に暴徒に含まれていたことが分かった者達に対する訴訟を連邦裁判所に起こした。その裁判はルイビルで開かれ、ディニングはその受けた損傷に対して5万ドルが支払われた。
1898年1月、ブラッドリーは議会に対する演説の中で、州の客車分離法を撤廃するよう提案した。これは白人と黒人で客車を分けることを規定していた。ブラッドリーはかなり多くの黒人を指名して、通常受けるよりも多くの政府の清掃員の職を受けられるようにした。ケンタッキー州立カレッジ（後のケンタッキー大学）の理事会に初の黒人であるエドワード・E・アンダーウッドを指名した。黒人の地位向上に献身したことで、ウィリアム・デッカー・ジョンソンが1897年に編集した『ケンタッキー州の顕著な黒人男性と女性の伝記的スケッチ』の中に唯一の白人として含まれることになった。

### ブラッドリー知事の間のその他の事項
1896年、共和党のウィリアム・マッキンリーが大統領に当選し、ケンタッキー州では共和党知事とその同盟者に対する民主党の反対行動が強まった。さらに1898年に州議会が招集されたとき、両院での民主党多数は圧倒的情勢だった。1898年にブラッドリーが議会に送ったメッセージは、政府の浪費を削減するための支出カット、州の慈善活動期間を非党派委員会の管理下に置くこと、公共教育と法体系の改革など、多くの改革を要求していた。
議会は党派的対立の中で州知事のメッセージの大半を無視した。純正食品および薬品法が知事の署名が無くても成立した。しかし、議論が多かった鉄道料金を規制する法にブラッドリーが拒否権を使ったときは、それが支持された。金本位制支持民主党員で州選出のアメリカ合衆国上院議員ウィリアム・リンゼイが、大統領候補のウィリアム・ジェニングス・ブライアンを党の利益をもはや代表していないという根拠で支持しなかった時に、両院はその辞任を要求する決議案を通した。リンゼイは彼がケンタッキー州民を代表していると答え、議員辞職を拒否した。

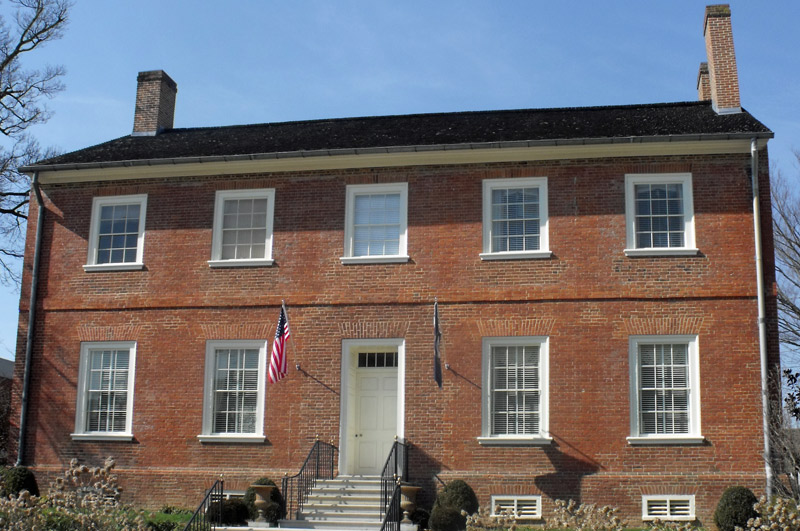
ケンタッキー州知事公舎、ブラッドリー就任中の火事で損傷を受けた

ブラッドリの議会に対するメッセージの中でもう1つの関心事は、州知事公舎の状態だった。その演説の中で「行政官邸宅について、長年その床が抜けないように支えが必要であり、冬に快適なようにするためには、700フィート (210 m) 以上の隙間塞ぎを施さねばならない。現在の場所は不快であり、1面からの眺めは刑務所の壁を見下ろし、もう1面からの眺めは、近くにある大型製粉所の煙突をみることになる」と述べていた。議会はブラッドリーの心配に対処する代わりに、公邸の管理を州知事から取り上げて控訴裁判所の監督下に移す「切り裂き法案」を成立させた。1899年2月10日、知事寝室の煙道に欠陥があったために公邸は火事になった。その日は大変寒く、火夫が家の水を凍らないようにしておくのが難しいくらいだった。公邸はかなりの損傷を受けた。公邸は保険に入っており、「クーリエ・ジャーナル」の記者が、賢明なやり方は古い建物を壊し、新しいものを建てるか、フランクフォートで知事公舎として使えるような別の家を購入するかだと意見を述べたが、議会は共和党の知事のために最少の便宜を図ること以外やる気が無かった。その結果、公邸は再度修繕された。ブラッドリーは火事の直後にフランクフォートの隣家に滞在した。それ故に、ブラッドリー知事はフランクフォートのキャピトル・ホテルに滞在し、一方ブラッドリー夫人と娘のクリスティーヌはランカスターにある自宅に戻った。その家族はブラッドリーの任期が終わる前にその住居を再度使うことになった。
ブラッドリーは州の東部で続いていた暴力的抗争を止めさせようと努力した。その任期の間にいわゆる「料金所戦争」が続いた。良い道路を造れない多くの田舎では、民間会社が道路を建設し、その費用を回収し利益を出すために有料にした。しかし、地域の貧しい住民は通行料が高すぎる、特に全国的な不況のなかでは厳しいと主張した。彼らは「無料道路」を要求し始めたが、その要求は州政府や連邦政府に届かなかった。そのご多くの者が暴力に訴え、料金所を燃やし、徴収係を脅し、攻撃した。ブラッドリーはこの無法行為に対して厳しい対応を要求したが、民主党が支配する州議会は貧しい州民の窮状に同情するだけで、行動は拒否した。ブラッドリーの任期が終わるまでに、企業はその株を地元集団に売却するか、暴力行為のあったその道路を単純に放棄するかしたので、暴力沙汰の大半は終わった。
米西戦争のときに従軍したケンタッキー州の歩兵4個連隊と騎兵2個連隊は、彼らが駐屯した軍隊キャンプのお粗末な衛生状態や病気のために悩ませられた。部隊はほとんど戦闘に参加しなかったが、その悪コンディションのために84人が死んだ。部隊が故郷に帰還できる日が来ると、ブラッドリーは彼らの旅に必要な病院列車に払う金が州には無いことが分かった。ブラッドリーは自ら銀行から金を借り、その旅程を確保し、州議会が自分に払い戻すように委託した。

### ゴーベル選挙法; 1899年州知事選挙
1898年2月1日、州議会上院議長代行のウィリアム・ゴーベルが後にゴーベル選挙法と呼ばれる方法を提案した。この法案は選挙管理委員会を創設して、州議会に委員を指名させ、州内の全ての郡で選挙委員を選ばせることだった。管理委員会は選挙の結果を検査し、その結果を決めることができるものとされた。異論が出た選挙の結果を最終的に裁定する権限は州議会に残され、ケンタッキー州憲法第153条に従うこととされた。州議会は民主党が優勢だったので、ゴーベルは1899年の州知事選挙で民主党の候補になる可能性が強いと考えられ、この法案はあからさまに党利に走り、手前味噌であると、民主党員からも攻撃された。それでもゴーベルは党内で十分な支持を確保し、ブラッドリーの拒否権を乗り越えて法制化に成功した。
この法を撤廃するために特別会期を招集する提案が行われ、ブラッドリーもその案に賛成したが、議会の票決では招集を正当化するには曖昧な態度を採った者が多いことがわかった。共和党はこの法に対して試訴を行ってみたが、ケンタッキー州控訴裁判所はそれを合憲と判断した。ゴーベルは党の指導者として選挙管理委員会の委員を基本的に自分の都合で選んだ。3人の信頼できる民主党員、すなわち、元ケンタッキー州控訴裁判所首席判事W・S・プライア、デイビース郡選出の元アメリカ合衆国下院議員W・T・エリス、元州鉄道委員会委員長C・B・ポインツだった。

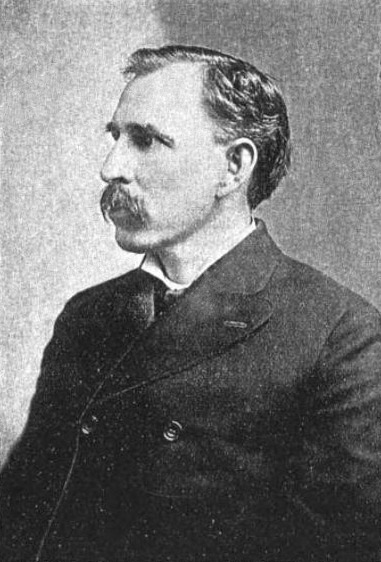
ウィリアム・S・テイラー、ブラッドリーの後継者となる共和党知事候補

ブラッドリーの任期が終わり近くなると、彼を継ぐ可能性がある共和党候補者は当初少なかった。1896年アメリカ合衆国大統領選挙で、民主党候補のウィリアム・ジェニングス・ブライアンがケンタッキー州を18,000票差で制したことで、1899年州知事選挙も民主党が制するという見方があった。ブラッドリーの政権に対する民主党の攻撃が避けられない情勢であり、その防衛に興味がない者もいた。ゴーベル選挙法の仕組みによって、敗北する見込みに怯える者もいた。現職の検事総長ウィリアム・S・テイラーが最初に出馬表明し、間もなくデボー上院議員からの支持も得た。その後出馬表明した候補者はホプキンス郡の判事クリフトン・J・プラット、現職州監査官サム・H・ストーンがいた。プラットはブラッドリーの推薦だったが、テイラーは熟練した政治力があり、郡部代議員の中に強力な政治マシーンを作ることができた。テイラーが候補指名を得る可能性が強いと見られていた。
共和党の指名大会は7月12日にレキシントンで開催された。ブラッドリーは、党が候補者について真剣に検討しないことに怒り、出席しなかった。党内の黒人指導者達はブラッドリーの後に続き、独自の指名大会を開催すると脅した。テイラーは党内の「ユリの白人」派を代表すると考えられていた。テイラーは、黒人指導者の1人を党大会の恒久的な秘書官とし、もし知事に当選した場合には黒人指導者を入閣させると約束することで、党を1つに纏めようとした。ブラッドリーの甥であるエドウィン・P・モローを州務長官に指名すると約束することで、ブラッドリーを党大会に戻って来させようともした。ブラッドリーはこの申し出を拒絶した。テイラーの優れた組織を前にしては、他の候補者は全て党の一体感を示すために撤退し、テイラーが全会一致で候補指名された。
ブラッドリーは当初テイラーに対して冷淡だったが、その後に民主党候補に指名されたゴーベルが、州内で広く人気があったウィリアム・ジェニングス・ブライアンと共に州内を巡回したので、共和党指導者オーガスタス・E・ウィルソンと共にブラッドリーが州内を回ることに合意した。ブラッドリーは民主党の攻撃から自分の政権のことを守ることのみを望んだが、将来的にブラッドリーがアメリカ合衆国上院議員の候補になったときにテイラーの支持を得るようになるとヘンリー・ワッターソンが示唆した。ブラッドリーはルイビルで州巡回の旅を始め、州内の有能な者が全て居なくなっているので、民主党はその候補者のために雄弁家を輸入しなければならないと攻撃した。また黒人には共和党を去らないように勧めた。民主党が客車分離法を支持しているのと、その内閣に黒人を指名したことを対照させた。その演説を通じて、自分の政権を弁護したが、テイラーについては一度も触れなかった。最後は「投票所に行ってテイラーに投票しよう!」という一文で締め括った。ブラッドリーが会場を出ると、ウィルソンが「ブラッドリー、貴方の人生で最も如才ないやり方だ」と囁いた。州内の巡回を続ける中で、ブラッドリートウィルソンはテイラーが集めたよりも多くの聴衆を呼び寄せたことが多かった。
選挙運動が終わり近くなると、共和党も民主党も互いの陣営が行う不正選挙や暴力の可能性を警告するようになった。ルイビル市長のチャールズ・P・ウィーバーはゴーベルの民主党側であり、選挙直前に市警察500人を追加して、市内で有権者に対する脅しが起こらないよう取り締まらせた。ブラッドリーは州兵を動員して、州内での如何なる妨害行為をも鎮める準備をするよう命じた。選挙日の「クーリエ・ジャーナル」の見出しは「銃剣の規制」となっていた。
選挙日の11月7日、暴力沙汰が起こる可能性が言われていたが、州の大半では静かなままだった。州全体で1ダースに満たない人が逮捕された。開票は緩りであり、夜になっても接戦のために結果が見えなかった。公式集計が出たとき、193,714 票対 191,331 票という接戦でテイラーが勝っていた。民主党反体制派が指名した元知事のジョン・Y・ブラウンが12,040票、ポピュリスト党候補者ジョン・G・ブレアが2,936票を得ていた。選挙管理委員会はゴーベルが支配していると考えられたが、その判断は2対1で開票結果を裏付けるという驚きのものになった。委員会の多数意見は、司法権限を持っていないので証拠を調べたり証言を聞いたりできず、如何なる投票も無効化する根拠が無いというものだった Taylor was inaugurated on December 12, 1899.。
ブラッドリーは知事を辞めた後で、ルイビルに移動して法律実務を再開した。ブラッドリーが辞めた直後にゴーベルとその副知事候補J・C・W・ベッカムが州憲法に従って州議会で1899年州知事選挙の結果に対する異議申し立てを行った。州のその他の役職候補者全ても同様な申し立てを行った。ブラッドリーとその仲間であるオーガスタス・E・ウィルソンは共和党を代表する法律チームの一部を結成し、州議会と裁判所でゴーベル選挙法の合法性について異議申し立てを起きない、後には州議会の審査委員会の行動についても異議を申し立てた。
州内の共和党員は州議会の審査委員会がゴーベルを知事にするだけの票を無効にすることを推薦すると予測していた。州東部から武装した者達が州都に入り、審査委員会の結論が出るのを待った。1月30日朝、ゴーベルと2人の友人が州会議事堂に向かって歩いていると、銃声が響き、ゴーベルが負傷して倒れた。ゴーベルは近くのホテルに運ばれて傷の手当てを受けた。審査委員会は予測された通りゴーベルを知事にするだけの票を無効にすることを推薦し、州議会はその推薦を認証する票決を行った。ゴーベルが宣誓して州知事に就任したが、2月3日に死んだ。続いてベッカムが宣誓して知事に就任し、テイラーとその副知事候補ジョン・マーシャルに対する異議申し立てを引き継いだ。
連邦裁判所では、ブラッドリーが共和党員の役人のために論じた。それはゴーベル選挙法で市民からその選挙権を取り上げたものだった。選挙権はアメリカ合衆国憲法修正第14条で保証された固有の「自由」であり、適性手続き無しに如何なる市民からも取り上げられないというのがブラッドリーの主張だった。連邦裁判所判事ウィリアム・ハワード・タフトは、共和党員が州裁判所で救済処置を求めなければならないと裁定した。法廷闘争が長引いた後、検事総長のクリフトン・J・プラットを除いて、州の役人は全て解任された。
テイラーとマーシャルの事件はケンタッキー州控訴裁判所に控訴され、さらにアメリカ合衆国最高裁判所まで行った。「テイラー対ベッカム事件」では、ブラッドリーが連邦裁判所に司法権があるとした類似事件「セイヤー対ボイド事件」を引き合いに出して、民主党の司法権を持つべきでないとした主張に反論した。さらに選ばれた役人は資産であるとした権威者の発言を引用して、修正第14条で保証されたテイラーの権利が侵害されたので、裁判所に司法権が与えられると主張した。ブラッドリーはまた、州議会審査委員会委員の選挙が委員会そのものの判断を左右するとも主張した。この事実は、委員が自分達に有利な判断をできるという根拠で、委員会と議会の判断を無効化すべきものだと論じた。最後にテイラーとマーシャルの弁護団によって文書で行われた証言を照査する十分な時間が与えられなかったことを含め、審査委員会の手続きの不法行為を取り上げた。しかし裁判所は、連邦に関わる問題が入っていないという理由で、事件に介入することを拒んだ。その意見に唯一反対だった判事が、ケンタッキー州出身のジョン・マーシャル・ハーランだった。

## 晩年と死
1900年のケンタッキー州両院合同投票で、アメリカ合衆国上院議員議席を求めたブラッドリーは54票対75票で敗れた。テイラーの議席が無くなった後、州の共和党は派閥に分かれ、ゴッドフリー・ハンターが一方の領袖、ブラッドリーが他方の長だった。ゴーベルの暗殺後に行われた州知事の特別選挙で、2つの派閥は暫定同盟を結んでダンビルの法学教授ジョン・W・ヤークスを候補指名したが、ヤークスは民主党のJ・C・W・ベッカムに敗れた。1904年共和党全国大会では、ブラッドリーがセオドア・ルーズベルトを大統領候補に推す推薦者に選ばれた。
1904年の共和党指名大会では派閥がまた顔を出した。ブラッドリーとその派は知事にオーガスタス・E・ウィルソンを推し、ハンターとヤークスはルイビルの事業家で、元知事サイモン・バックナーの義理の息子モリス・B・ベルナップを推した。大会役員が、ウィルソンを推す郡代議員に不利な裁定をしたときに、ウィルソンが指名争いから降りた。ベルナップが1回目の投票で選ばれ、その後J・C・W・ベッカムに敗れたので、ブラッドリーは怒った。ベッカムは1900年に知事に就任したときはゴーベルの後継としてであり、任期一杯では無かったと裁判所が判断したので、ケンタッキー州憲法の再任規制に当たらず、1904年にもう1期選出を求める権利があった。

### アメリカ合衆国上院での経歴

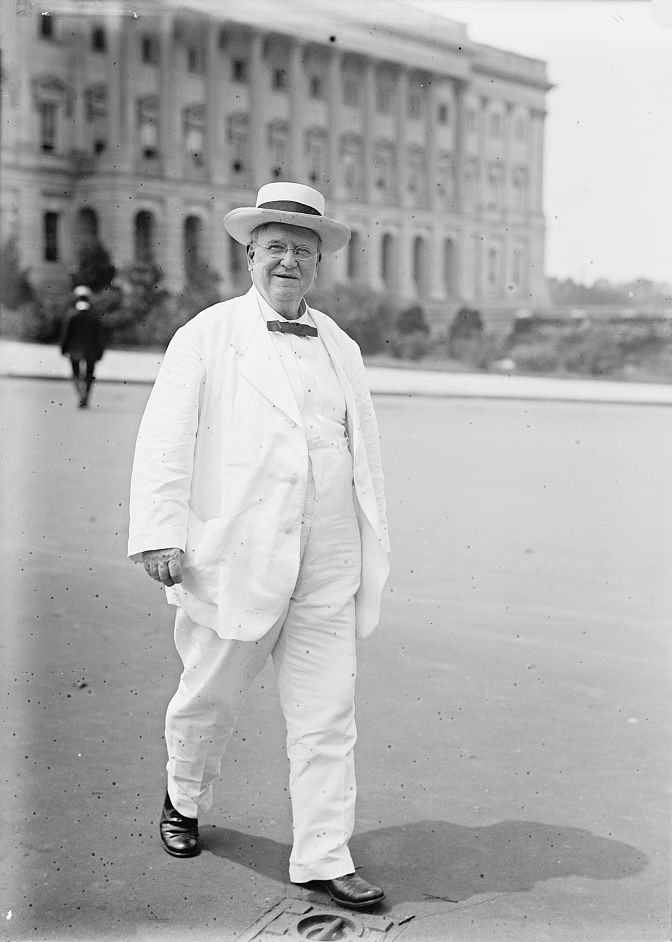
上院議員時代のブラッドリー、1913年

1907年、共和党はウィルソンを知事候補に指名し、当選させた。この勝利で再び共和党は州議会で強気になり、1908年にはブラッドリーをアメリカ合衆国上院議員候補に指名した。民主党は現職知事のベッカムを指名することで対抗した。議会では民主党が多数だったが、ベッカムは禁酒法に賛成していたことを理由に、民主党の7人がベッカムを支持しなかった。彼等は別の候補者に投票したので、誰も過半数を得られなかった。当選者が決まらないままに投票が2か月間以上続き、民主党の中にはより現実性のある候補者のためにベッカムが撤退することを勧める者が現れた。ベッカムがこれを拒み、21回投票が進んだ後で、ブラッドリーの飲酒を認める姿勢を好んだ民主党員4人が党への忠誠を拒否し、ブラッドリーに投票したので結果は64票対60票でブラッドリーが勝利した。これら4人は次の選挙で再選されなかったが、1人はブラッドリーの私設秘書になった。
アメリカ合衆国議会第61期と第62期で、ブラッドリーは司法省における上院歳出委員会の委員長を務めた。第61期ではインディアン土地に関する侵入者調査委員会委員長、第63期では革命的主張委員会委員長も務めた。歴史家のジェイムズ・C・クロッターは、ブラッドリーが上院議員を務める間に「議案を作る能力よりも雄弁さで知られた」と述べている。黒人が住んでいる州で役人に指名しないというタフト政権の政策をブラッドリーが支持したことで、黒人を失望させた。
1908年アメリカ合衆国大統領選挙で、ブラッドリーは共和党候補者としてチャールズ・W・フェアバンクスを支持し、一方ウィルソンはウィリアム・ハワード・タフトを支持した。この不一致が州の指名大会を損ない、新任上院議員だったブラッドリーは共和党全国大会の代議員に選ばれなかった。このことでブラッドリーは不満を抱き、ウィルソンとの同盟を止めた。1911年共和党指名大会では、共和党の知事候補になったエドワード・C・オリアをブラッドリーは支持しなかった。知事選挙でもオリアを応援するためにほとんど何もせず、元州知事で民主党のジェイムズ・マクリアリーが当選した。
1914年5月14日、ブラッドリーは健康上の衰えを理由に、その任期が明けたときに、政界から引退することを発表した。その発表後電車に乗ろうと急いでいるときに、ひどく転倒して、指を2本折り、頭を打ち、身体内部に損傷を受けた。短期間仕事に戻ろうとした後に寝たきりとなり、1914年5月23日に死んだ。公式の死因は尿毒症とされた。ブラッドリーが死んだことに対し、アメリカ合衆国議会両院はその弔意を表明し、敬意から一次休会にする決議案を通した。遺骸は埋葬のためにフランクフォートに戻されたが、ブラッドリーとその遺族の遺志に基づき一般公開は行われなかった。フランクフォートの州立墓地に埋葬された。

## 関連図書
- Works by & about William O'Connell Bradley at Internet Archive

| 公職                          | 公職                                                   | 公職                                   |
| ----------------------------- | ------------------------------------------------------ | -------------------------------------- |
| 先代 ジョン・Y・ブラウン      | ケンタッキー州知事 1895年–1899年                       | 次代 ウィリアム・S・テイラー           |
| アメリカ合衆国上院            |                                                        |                                        |
| 先代 ジェイムズ・マクリアリー | ケンタッキー州選出アメリカ合衆国上院議員 1909年–1914年 | 次代 ジョンソン・N・カムデン・ジュニア |